# Andrew W. Marlowe
Andrew W. Marlowe est un scénariste et producteur Américain né le 23 décembre 1966. Il est le créateur et producteur exécutif de la série télévisée américaine Castle.

## Biographie
Andrew Marlowe est diplômé de l'université Columbia en littérature anglaise et a également étudié à l'Université de Californie du Sud où il a obtenu son Master of Fine Arts de scénariste.

## Carrière
Il a reçu en 1992 le Prix Nicholl Fellowship du scénario pour The Lehigh Pirates. Il s'agit d'une bourse d'études administrée par l'Académie des arts et des sciences du cinéma pour venir en aide aux jeunes scénaristes. Apogée, aventure spatiale qu'il a écrite peu après, s'est vendue à 500 000 dollars.
Il a écrit ensuite les scénarios de Air Force One, La Fin des temps et L'Homme sans ombre. Tous ses scénarios n'ont pas donné lieu à des films. C'est le cas pour Hammer Down, Alien Prison et un western initialement prévu pour Harrison Ford et John Woo.
À l'heure actuelle, il est notamment connu en tant que créateur, producteur exécutif et auteur de la série Castle, diffusée aux États-Unis sur la chaîne de télévision ABC. Il travaille par ailleurs à l'écriture de deux scénarios de films : Manhunt[réf. nécessaire] et un film centré sur Nick Fury, un personnage de l'univers Marvel.  
En février 2018 commence le tournage de son dernier projet: la série Take Two, avec Rachel Bilson & Eddie Cibrian, dans la même veine que sa précédente création, « Castle », puisqu’il s’agit cette fois d’une actrice qui va observer un détective afin de préparer un rôle.

## Filmographie
| Année       | Film                 | Réalisateur       | En tant que | En tant que | Commentaire                    |
| Année       | Film                 | Réalisateur       | Producteur  | Scénariste  | Commentaire                    |
| ----------- | -------------------- | ----------------- | ----------- | ----------- | ------------------------------ |
| 1994        | Viper                |                   |             |             | série télévisée                |
| 1997        | Air Force One        | Wolfgang Petersen |             |             |                                |
| 1999        | La Fin des temps     | Peter Hyams       |             |             |                                |
| 2000        | L'Homme sans ombre   | Paul Verhoeven    |             |             |                                |
| 2004        | DysEnchanted         |                   |             |             |                                |
| 2006        | L'Homme sans ombre 2 |                   |             |             |                                |
| 2009 à 2014 | Castle               |                   |             |             | Créateur de la série télévisée |
| 2011        | Hammer Down          |                   |             |             |                                |
| 2012        | Nick Fury            |                   |             |             |                                |

## Vie privée
Il vit à Los Angeles avec sa femme Terri Edda Miller (également scénariste et coproductrice de la série Castle) depuis le 27 septembre 1997, et leurs deux enfants. 